# Acromantis elegans
Acromantis elegans es una especie de mantis de la familia Hymenopodidae.

## Distribución geográfica
Se encuentra en el Nepal.